# Lepidiolamprologus
Lepidiolamprologus là một chi cá hoàng đế nhỏ thuộc tông Lamprologini gồm các loài cá bản địa của Hồ Tanganyika nằm ở Đông Phi. Chúng có mối quan hệ gần gũi với chi cá Altolamprologus. Trong chi này có loài L. cunningtoni đang được đặt vấn đề về mối quan hệ gần gũi với loài N. modestus và loài N. tetracanthus, và có khả năng chúng là những loài lai tạo do nhân giống tạp giao giữa các loài trong chi Lamprologini

## Các loài
Hiện hành có 08 loài được ghi nhận trong chi này:
- Lepidiolamprologus attenuatus (Steindachner, 1909)
- Lepidiolamprologus cunningtoni (Boulenger, 1906)
- Lepidiolamprologus elongatus (Boulenger, 1898)
- Lepidiolamprologus kamambae S. O. Kullander, Ma. Karlsson & Mi. Karlsson, 2012
- Lepidiolamprologus kendalli (Poll & D. J. Stewart, 1977)
- Lepidiolamprologus mimicus Schelly, T. Takahashi, I. R. Bills & M. Hori, 2007
- Lepidiolamprologus nkambae (Staeck, 1978)
- Lepidiolamprologus profundicola (Poll, 1949)